# Jutta Steinruck
Jutta Steinruck (ur. 1 września 1962 w Ludwigshafen am Rhein) – niemiecka polityk, działaczka związkowa, posłanka do Parlamentu Europejskiego VII i VIII kadencji.

## Życiorys
Ukończyła studia z zakresu administracji biznesu w wyższej szkole zawodowej w Mannheim. Pracowała w różnych spółkach prawa handlowego, zajmując się szkoleniami i zarządzaniem personelem.
Działa w związkach zawodowych Industriegewerkschaft Bergbau, Chemie, Energie i Vereinte Dienstleistungsgewerkschaft. W 2004 została przewodniczącą jednego z okręgów centrali związkowej Deutscher Gewerkschaftsbund. Od 2006 do 2009 była deputowaną do landtagu Nadrenii-Palatynatu.
W 1996 wstąpiła do Socjaldemokratycznej Partii Niemiec. W wyborach w 2009 z listy tego ugrupowania uzyskała mandat deputowanej do Parlamentu Europejskiego. Przystąpiła do grupy Postępowego Sojuszu Socjalistów i Demokratów, została też członkinią Komisji Zatrudnienia i Spraw Socjalnych. W 2014 z powodzeniem ubiegała się o europarlamentarną reelekcję.
W 2017 zwyciężyła w wyborach na urząd burmistrza Ludwigshafen am Rhein (z kadencją od 1 stycznia 2018). W konsekwencji z końcem grudnia 2017 złożyła mandat eurodeputowanej.